# Southcliffe
Southcliffe est une mini-série britannique créée et écrite par Tony Grisoni, réalisée par Sean Durkin et diffusée entre le 4 et le 18 août 2013 sur Channel 4.
En France et en Suisse , elle est  diffusée sur Canal+ Séries depuis le 1er septembre 2014. 
Néanmoins, elle reste inédite dans les autres pays francophones.

## Synopsis
Se présentant comme un ancien militaire, Stephen Morton abat plusieurs personnes apparemment au hasard dans une petite ville tranquille du Kent. L'action de la série se déroule de manière non linéaire multipliant les retours en arrière notamment sur l'enfance de David Whitehead, le journaliste de télévision qui couvre l'affaire, originaire de cette région et pour qui des souvenirs douloureux ressurgissent.

## Distribution
- Sean Harris (VF : Emmanuel Karsen) : Stephen Morton
- Rory Kinnear (VF : Matthieu Albertini) : David Whitehead
- Shirley Henderson (VF : Marie Giraudon) : Claire Salter
- Eddie Marsan (VF : Jean-Pol Brissart) : Andrew Salter
- Joe Dempsie (VF : Franck Lorrain) : Chris Cooper
- Anatol Yusef (VF : Cédric Dumond) : Paul Gould
- Nichola Burley : Sarah Gould
- Coral Amiga : Mattie
- Kaya Scodelario (VF : Claire Morin) : Anna Salter
- Alfie Stewart : Danny

- Version française
  - Société de doublage : Nice Fellow[3]
  - Direction artistique : Roland Timsit[3]
  - Adaptation des dialogues : Marie-Isabelle Chigot[3]

Source V. F. : Doublage Séries Databse

## Épisodes
1. Un petit bourg sans histoire (The Hollow Shore)
2. Le Jour des larmes (Light Falls)
3. L'Enfant du malheur (Sorrow's Child)
4. Le Jour des morts (All Souls)

## Distinctions

### Récompenses
- Festival Séries Mania 2014 : Prix du public
- British Academy Television Awards 2014 : Meilleur acteur pour Sean Harris

### Nominations et sélections
- Festival international du film de Toronto 2013 : sélection « Special Presentations »
- British Academy Television Awards 2014 :
  - Meilleure mini-série dramatique
  - Meilleur acteur dans un second rôle pour Rory Kinnear
  - Meilleure actrice dans un second rôle pour Shirley Henderson
- Broadcasting Press Guild Awards 2014 : meilleur acteur pour Rory Kinnear